# Anthoni van Noordt
Anthoni van Noordt, auch Antoni van Noordt und Anthonie van Noordt (* um 1619; † März 1675) war ein niederländischer Organist und Komponist.

## Leben
Anthoni van Noordt war der Sohn von Sybrand van Noordt und der Bruder von Jacobus und Jan, wobei Anthoni bei weitem das berühmteste Mitglied dieser musikalischen Familie ist. Da er stilistisch Ähnlichkeit mit Jan Pieterszoon Sweelinck aufweist, wird er der Schule dieses Amsterdamer Organisten und Komponisten zugerechnet. Van Noordt wurde 1638 Organist in der Nieuwe-Zijdskapel in Amsterdam und blieb das bis 1664. Bis 1673 war er Organist der Nieuwe Kerk zu Amsterdam.
Er wurde berühmt durch sein Tabulaturboeck van psalmen en fantasyen, das 1659 in Amsterdam erschien. Hierin finden sich zehn Psalmen und sechs Fantasien im Stil Sweelincks. In dieser Arbeit zeigt sich seine Reife in der Kompositionstechnik und machen klar, dass vierzig Jahre nach Sweelincks Tod, dessen Schule nicht nur in Norddeutschland, sondern auch in den Niederlanden noch stets weiterlebt.
Zur Familie gehörte ebenfalls Sybrandus van Noordt (1659–1705), von dem nur wenige Kompositionen erhalten blieben.